# Ràtio

La ràtio d'amplada a alçada de la televisió de definició estàndard és de quatre a tres o, cosa que és el mateix, de 4∶3

En matemàtiques, una ràtio és una relació entre dos nombres que indica quantes vegades el primer nombre conté el segon; en altres paraules, és un quocient entre dos nombres. Per exemple, si un bol de fruita conté vuit taronges i sis llimones, la ràtio de llimones a taronges és vuit a sis (és a dir, 8∶6, o de manera equivalent, 4∶3); igualment, la ràtio de llimones a taronges és 6∶8 (o 3∶4), i la ràtio de taronges respecte el total de fruites és 8∶14 (o 4:7).
La ràtio es pot escriure separant les dues quantitats amb el símbol «∶» o bé el símbol «/», o escrivint «a a b»; per tant, la ràtio de 6 i 4 s'escriu «6∶4», «6/4» o «6 a 4».
Quan les dues quantitats de la ràtio es mesuren amb la mateixa unitat, com és sovint el cas, llavors la ràtio és un nombre adimensional. D'altra banda, el quocient de dues quantitats que es mesuren amb unitats diferents s'anomena taxa.
Altres formes de referir-se a la relació entre dos xifres són la raó, o l'índex